# Mergus serrator

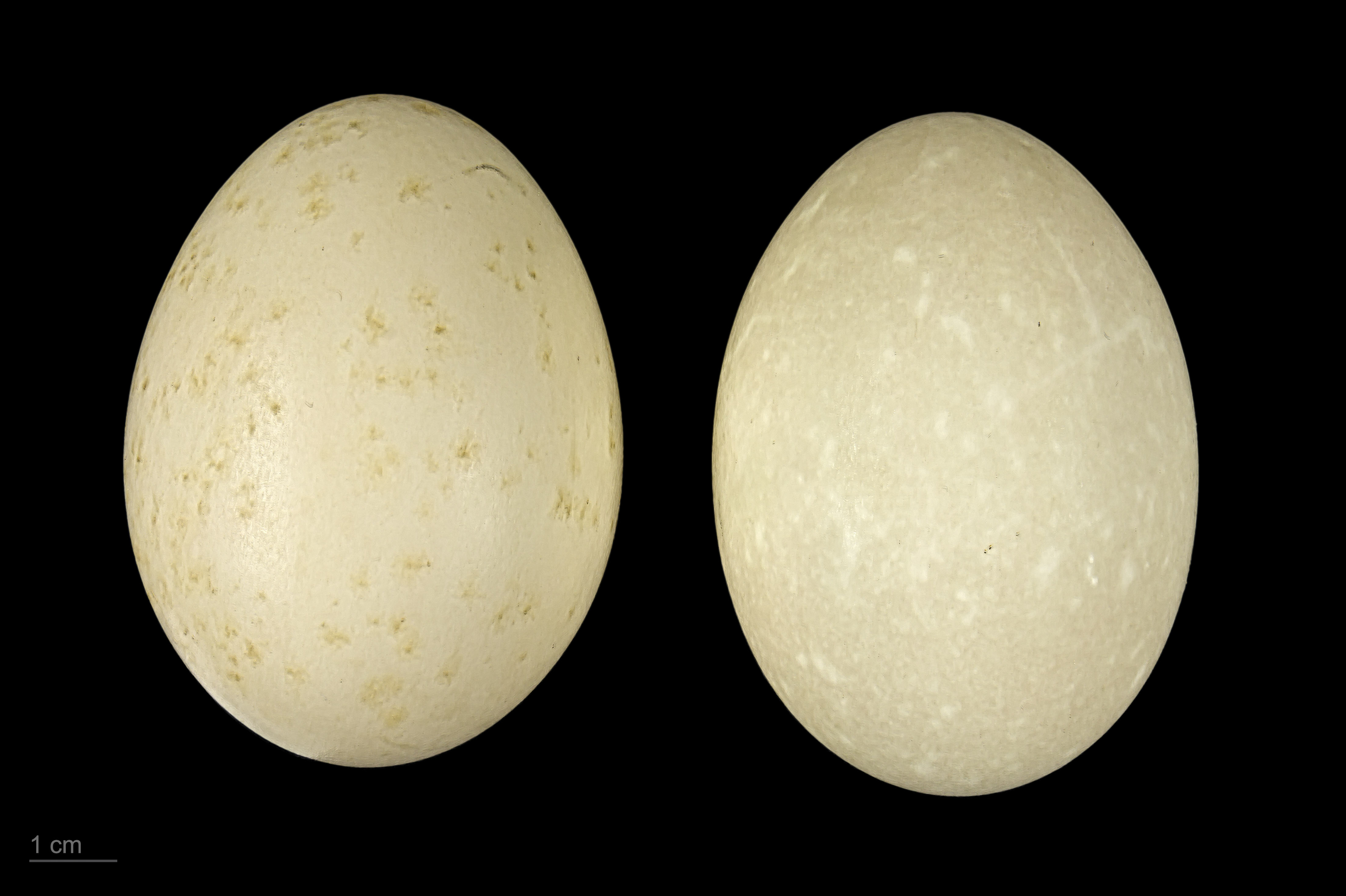
Mergus serrator

Lo smergo minore (Mergus serrator) è un'anatra tuffatrice.
Il suo habitat di nidificazione sono i laghi e i fiumi d'acqua dolce lungo tutto il Nordamerica settentrionale, la Groenlandia, l'Europa e l'Asia. Nidifica sul suolo in luoghi riparati nei pressi dell'acqua. È un migratore e molti degli individui che nidificano a settentrione passano l'inverno nelle acque costiere del lontano sud.
Lo smergo minore adulto è lungo 52–58 cm ed ha un'apertura alare di 67–82 cm. Ha una cresta appuntita ed un becco rosso lungo e sottile dai margini seghettati. I maschi adulti hanno la testa scura con riflessi verdi, collo bianco con petto rugginoso, dorso nero e regioni inferiori bianche. Le femmine adulte hanno la testa rugginosa ed il corpo grigiastro. I giovani sono come la femmina, ma sono privi del collare bianco ed hanno una macchia sulle ali più piccola.
Il richiamo della femmina è un ruspante prrak prrak, mentre quello del maschio è un'esile serie di singhiozzi e starnuti.
Gli smerghi minori si immergono e nuotano sott'acqua. Si nutrono soprattutto di piccoli pesci, ma anche di insetti acquatici, crostacei e rane.
Lo smergo minore è una delle specie protette dall'Agreement on the Conservation of African-Eurasian Migratory Waterbirds (AEWA).
Lo smergo minore è uno degli uccelli più veloci nel volo orizzontale.

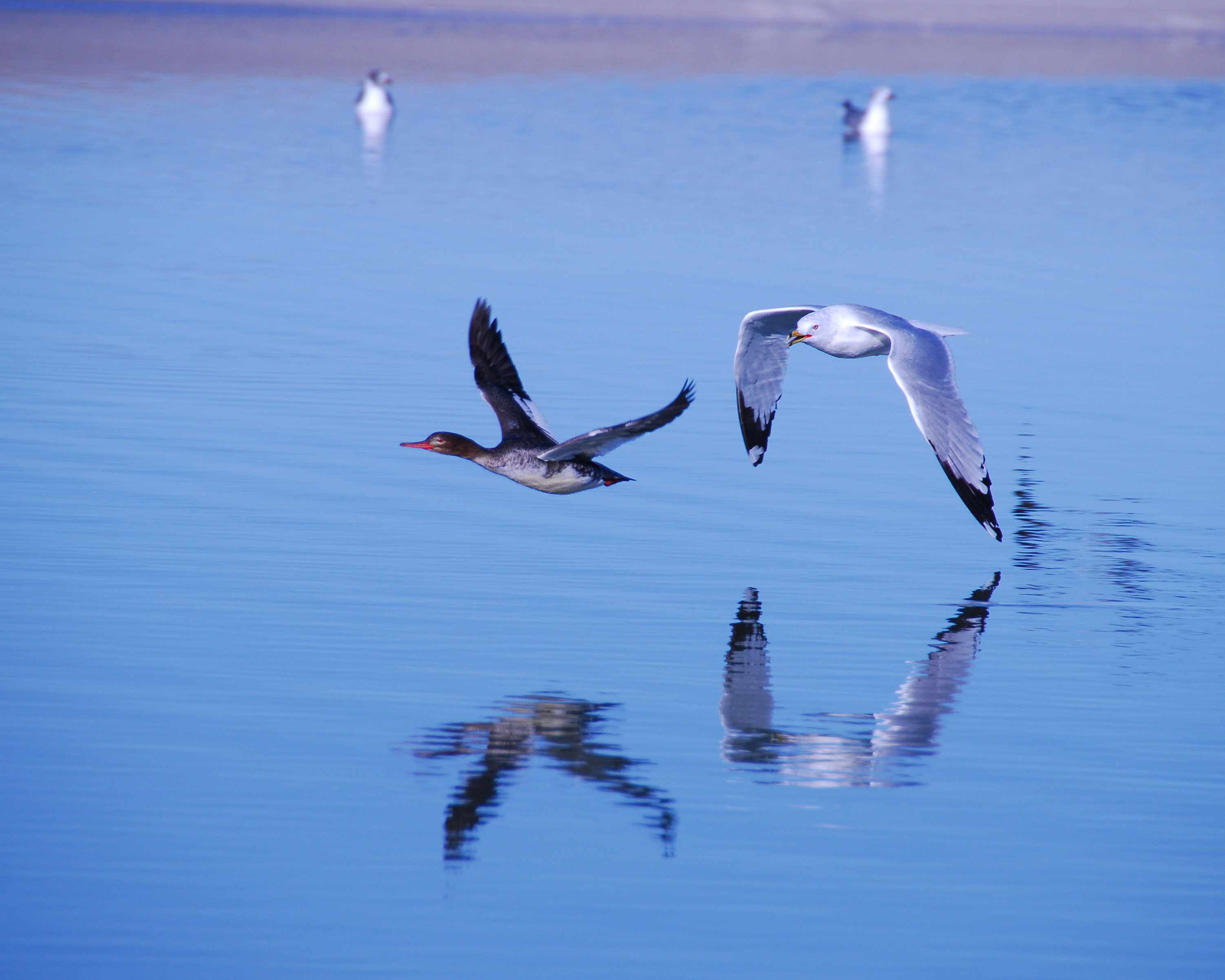
Dopo aver catturato un pesce, uno smergo viene inseguito da un gabbiano anellato.